# José Luis Romero
José Luis Romero Robledo, né le 5 janvier 1945 à Madrid (Espagne), est un ancien joueur professionnel de football, devenu par la suite entraîneur.

## Biographie
Romero évolue dans de nombreux clubs espagnols au cours de sa carrière : CP Villarrobledo, CE Sabadell FC, Xerez CD, FC Barcelone (en 1970-1971, où il remporte une coupe d'Espagne), RCD Espanyol (de 1972 à 1975), Burgos CF et UE Sant Andreu. 	
Devenu entraîneur, il poursuit sa carrière en Espagne : CE Sabadell FC, FC Barcelone (pour un intérim d'un seul match en 1983) puis FC Barcelone B, Real Oviedo, CD Logroñés, Real Betis, Cádiz CF et Atlético Madrid.